# Гайрабетовский театр
Гайрабетовский театр — бывший театр в Ростове-на-Дону. Находился на пересечении ул. Большой Садовой и Николаевского переулка (ныне переулок Семашко). Здание просуществовало с 1862 по 1896 год.

## История
Осенью 1862 года по инициативе губернатора местные богатые жители Карп Макарович Гайрабетов, И. И. Грибанов и Марк Балтазарович Драшкович организовали театральную дирекцию для организации строительства в городе русского драматического театра. Строительство театрального здания продолжалось один год. Здание строилось на средства Гайрабетова и Драшковича с выдачей субсидии от города. Министерство отказалось выдавать субсидию частным лицам, однако Драшкович и Гайрабетов возбудили в суде иск и выиграли дело.
Гайрабетовский театр открылся 23 июня 1863 года. В 1863 году здесь выступал актёр Михаил Семёнович Щепкин.
В 1882 год купец, владелец Ростовской табачной фабрики Владимир Асмолов построил первый в городе каменный театр, составивший конкуренцию старому Гайрабетовскому театру. Владельцы Гайрабетовского театра считали, что они заключили с городской управой контракт, по которому в Ростове больше никто не имел права строить театры. Ростовское градоначальство пошло на компромисс и назвало театр Асмолова концертным залом. С открытием 19 октября 1883 года Асмоловского театра публика оставила Гайрабетовский театр. Его деревянное здание простояло вплоть до 1896 года, после чего было разрушено.
В 1897 году на месте бывшего театра по проекту известного архитектора Александра Никаноровича Померанцева было начато строительство здания Городской Думы.

## Архитектура
Гайрабетовский театр занимал низкое бревенчатое здание. В зрительном зале было 22 ряда кресел, 2 яруса лож и три яруса галерей.
Зрители из тесного коридора входили в партер, ветер через наружную дверь дул в зрительный зал. В обе стороны от входа шли два узких коридора, в котором с трудом могли разойтись 4 человека, из лож двери выходили а коридор, а из коридора были выходы в дамское фойе, буфет и в уборную. Театр освещался керосиновыми лампами.
На галерею вела лестница с двумя поворотами с улицы, на левой стороне здания. В галерее стояло 4 ряда скамей, расположенных амфитеатром. Места на галерее не были пронумерованы, там могло разместиться 420 человек. Сцена была маловата и неудобна. За сценой располагалось два яруса уборных, проход к ним был тесен. Выход за кулисы шел из буфетной комнаты. За зданием театра был ещё один ход, которым редко пользовались.
В помещение для оркестра могло уместиться до 15 человек.